# Campionato francese di tennis 1906
Il Campionato francese di tennis 1906 (conosciuto oggi come Open di Francia o Roland Garros) è stato la 16ª edizione del Campionato francese di tennis, riservato ai tennisti francesi o residenti in Francia. Si è svolto su campi in terra rossa del Tennis Club de Paris di Parigi in Francia.
Il singolare maschile è stato vinto da Maurice Germot, che si è imposto su Max Décugis. Il singolare femminile è stato vinto da Kate Gillou Fenwick, che ha battuto Virginia MacVeagh. Nel doppio maschile si sono imposti Max Décugis e Maurice Germot. Nel doppio misto la vittoria è andata a Yvonne de Pfeffel in coppia con Max Décugis.

## Seniors

### Singolare maschile
Maurice Germot ha battuto in finale  Max Décugis con il punteggio di 5–7, 6–3, 6–4, 1–6, 6–3.

### Singolare femminile
Kate Gillou Fenwick ha battuto in finale  Virginia MacVeagh

### Doppio maschile
Max Décugis /  Maurice Germot

### Doppio misto
Yvonne de Pfeffel /  Max Décugis